# Star Citizen
Star Citizen (укр. Зоряний громадянин) — відеогра жанру космічного симулятора/шутера від першої особи, заснована Крісом Робертсом і розроблена студією Cloud Imperium Games Corporation, яка також є і видавцем. Фінансується з краудфандингу, залежно від зборів якого випускаються все нові ігрові модулі. Star Citizen було анонсовано 10 жовтня 2012, реліз планувався на 2014 рік, але станом на 2022 рік гра була в стадії alpha. Модуль, що надає епізодичну однокористувацьку кампанію, має назву Squadron 42.
Події гри відбуваються в XXX столітті в околицях Чумацького Шляху, де існує Об'єднана Земна Імперія (ОЗІ, United Empire of Earth). Гравець виступає в ролі шукача пригод, метою якого є отримати громадянство ОЗІ.

## Ігровий процес
Гра складається з двох тісно пов'язаних частин. Перша, власне Star Citizen, є багатокористувацькою «пісочницею», більшою мірою орієнтованою на симуляцію польотів на космічних кораблях. Друга, Squadron 42, — це однокористувацький набір місій, об'єднаних єдиним сюжетом.

### Star Citizen
Гравець бачить світ від першої особи, отримуючи необхідну інформацію на склі шолома. Він може пересуватися місцевістю, спілкуватися з іншими персонажами, взаємодіяти з оточенням від дрібних маніпуляцій об'єктами до пілотування космічних кораблів. Загалом основними заняттями він може обирати дослідження галактики, торгівлю або боротьбу: стати пілотом винищувача, піратом, торговцем чи рятівником. Гравець може діяти сам чи найняти екіпаж для свого корабля, як NPC так і реальних гравців.
Керований персонаж має рівень здоров'я, а його тіло поділяється на 10 умовних частин, стан яких визначає можливості. Броня і стан атмосфери впливають на загальний рівень здоров'я. Поранення деяких частин тіла видимі візуально і на інтерфейсі в шоломі, інші можна виявити спеціальними сканерами.
Всі покупки здійснюються за кредити, отримувані в грі чи шляхом внесків реальних грошей. Економіка залежить від співвідношення попиту/пропозиції серед гравців. Продавці отримують предмети з фабрик чи купують в інших гравців і неігрових персонажів, котрі виготовляють товари з наданих їм ресурсів. Центрами економіки є Вузли, які спеціалізуються на певних типах товарів/послуг і відповідно вимагають різної сировини, а також мають визначену місткість складів. Вузли володіють різною кількістю робітників і умовами праці для них.
При посадці в космічний корабель додаються показники приладів і елементи керування кабіни. Рушій гри реалізує ньютонівську фізику, тому кораблі оснащуються маневровими і реверсними реактивними двигунами. Міжзоряні подорожі забезпечуються технологіями надсвітлових польотів різних видів. Користуючись ними, в автоматичному чи ручному режимі, гравець може відшукати досі невідомі маршрути і цілі зоряні системи. Відкриті зірки й планети можна назвати і продати інформацію про їхні координати.
Подорожуючи, гравець отримує різноманітні завдання, зокрема з доставки вантажів. Вантаж може бути знищений в дорозі, або загублений, якщо гравець здійснюватиме небезпечні маневри чи встряне у бій.
Коли корабель вступає в бій, гра поділяє поле бою, відповідно до розмірів битви, щоб не завантажувати сервери. Так, коли в бою присутні 1000 кораблів, його буде поділено на 10 окремих полів бою зі 100 учасниками в кожному. В ході сутички системи корабля можуть бути пошкоджені, через що вони стануть діяти некоректно чи зовсім зламаються. Деталі не обов'язково знищуються, а можуть і деформуватися чи зноситися. Пошкодження відображаються на вигляді корабля, залежно від свого характеру.

### Squadron 42
Розроблювана однокористувацька кампанія під назвою Squadron 42 запланована поділеною на 3 епізоди. Перший з них пропонує 70 місій, обов'язкових і побічних, що складає близько 20 годин гри. Кампанія концентрується на пригодах Ескадри 42 — об'єднання добровольців усередині флоту ОЗІ під проводом Пола Стіда. Служба в Ескадрі 42 гарантує отримання громадянства, навколо чого і обертається сюжет.
Вміст Squadron 42 частково перетинається зі Star Citizen, обидві частини мають спільні місця, кораблі і т. д. В той же час кампанія детальніше демонструє окремі місця і аспекти ігрового процесу Star Citizen. Squadron 42 поєднує відкритий світ, де гравець може подорожувати порівняно невеликою ділянкою галактики Star Citizen, кінематографічну історію і шутер від першої особи з гравцем в ролі пілота. На відміну від Star Citizen, в кампанії є сюжетні персонажі, з якими керований персонаж матиме певні стосунки і образи яких створені за зразком професійних акторів.

## Світ гри
Події відбуваються в часи, коли людство розселилося Чумацьким Шляхом через точки надсвітлових стрибків, утворивши імперію ОЗІ. Люди зустріли і налагодили стосунки з іншими розумними видами і досягнули процвітання. Проте тепер держава стоїть на порозі розпаду на дві частини, керовані з планет Земля і Терра відповідно.
ОЗІ включає 37 колонізованих систем і була утворена 2546 року на основі Об'єднаних Планет Землі та ще раніше Об'єднаних Націй Землі. «Теперішнім» часом Імперії є 2942 рік. Керується імператором, котрий обирається раз на 10 років і поділяє владу з сенатом, правоохоронцями та армією. Її столицею є планета Земля, ресурси якої виснажені, проте вона є центром всього життя ОЗІ та найбезпечнішою планетою всієї Імперії. Саме там перебувають імператор і сенат. Найбільшими містами Землі є Нью-Йорк, Москва і Шанхай, які задають тенденції культури та визначають економіку. Інший центр Імперії — планета Терра, суперземля, розташована серед 5-и точок стрибка, що забезпечує їй економічний вплив у державі.
ОЗІ володіє технологіями будівництва штучних планет і вже кілька десятиліть створює одну, хоч це і вимагає величезних витрат. Всі знання постійно вносяться до сховища «Ковчега», розташованого в системі Тайак і заснованого імператором Маршаллом Леоном. «Ковчег» містить відомості про всі відомі зірки, планети, їхню історію, населення, детальні карти. Ці знання доступні будь-кому та служать для об'єднання галактичного суспільства, незалежно від місця проживання і видової належності користувачів.
Крім людей галактику населяють кілька видів розумних істот. Першими відкритими стали гуманоїди бану, торговці, що населяють автономні планети. Ші'ан, гуманоїдні рептилії, відомі з XXVI століття, на час подій гри займають позиції нейтралітету й ізоляції, живучи у власній імперії. Войовничі вандули, поділені на клани, не вступають в контакти з людьми, причина їхньої ненависті лишається таємницею. Також відомі малодосліджені космічні кочівники кр'так.

## Розробка
Станом на 2022 рік Star Citizen ще не завершено, а термін її розробки складає вже близько десяти років. Гра розвивається шляхом краудфандингу на Kickstarter, сума пожертвувань складає понад $ 250 млн, а кількість вкладників перевищує 2,4 млн осіб.
У червні 2017 року стало відомо, що Cloud Imperium Games Corporation взяла кредит на фінансування розробки, заклавши саму гру. Співзасновник, віце-голова і генеральний радник студії Ортвін Фраєрмут пояснив — кредит взято підрозділом Foundry 42, який займається створенням частини Squadron 42. «Значна частина наших витрат припадає на британський фунт, але грошові пожертвування в основному представлені доларом і євро, — написав представник студії. — З огляду на поточні низькі процентні ставки при безперервних коливаннях валютних курсів, це правильне управлінське рішення, прийняте нами після отримання рекомендацій від наших фінансових радників».